# Recoropha satanas
Recoropha satanas är en fjärilsart som beskrevs av Charles Boursin 1962. Recoropha satanas ingår i släktet Recoropha och familjen nattflyn. Inga underarter finns listade.